# Sărulești (Călărași)
Săruleşti è un comune della Romania di 3 127 abitanti, ubicato del distretto di Călărași, nella regione storica della Muntenia.
Il comune è formato dall'unione di 7 villaggi: Măgureni, Polcești, Săndulița, Sărulești, Sărulești-Gară, Sătucu, Solacolu.